# Luísa Isabel da Curlândia
Luísa Isabel da Curlândia (em alemão:  Luise Elisabeth von Kurland, em letão:  Luīza Elizabete; Jelgava, 12 de agosto de 1646 – Weferlingen, 16 de dezembro de 1690) foi condessa consorte de Hesse-Homburgo como esposa de Frederico II.

## Família
Luísa Isabel foi a filha primogênita de Jacob Kettler, duque da Curlândia e Semigália, e de sua esposa, Luísa Carlota de Brandemburgo.
Os seus avós paternos eram Guilherme Kettler e Sofia da Prússia. Os seus avós maternos eram Jorge Guilherme, Eleitor de Brandemburgo e Isabel Carlota do Palatinado. 
Ela teve oito irmãos mais novos, entre eles: Frederico Casimiro, sucessor do pai no ducado, marido de Sofia Amália de Nassau-Siegen e depois de Isabel Sofia de Brandemburgo; Maria Amália, esposa de Carlos I, Conde de Hesse-Cassel; Fernando, casado com Joana Madalena de Saxe-Weissenfels, etc.

## Biografia
Luísa Isabel e Frederico se casaram no dia 23 de outubro de 1670, na antiga cidade de Cölln. A noiva tinha 24, e o noivo tinha 37 anos. Ele era o filho mais novo de Frederico I, Conde de Hesse-Homburgo e de Margarida de Leiningen-Westerburg. Frederico tinha se tornado viúvo no ano anterior, em 1669, após a morte de sua primeira esposa, Margareta Brahe, uma nobre que pertencia à família Brahe, parente da família real sueca. 

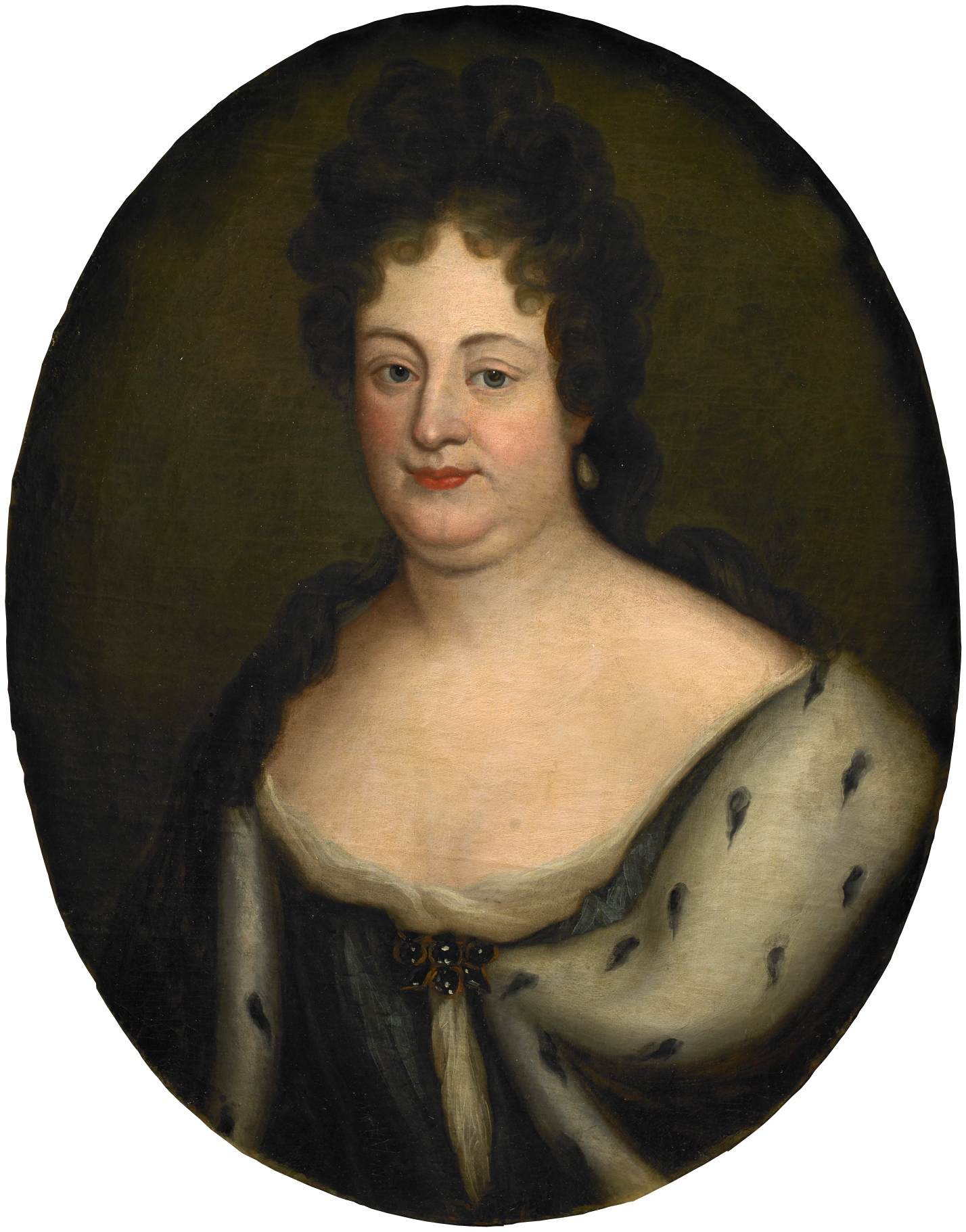
A condessa pintada por volta de 1680, por artista desconhecido, em retrato em exibição nos Palácios e jardins estaduais em Hesse (Staatliche Schlösser und Gärten Hessen).

Frederico se converteu ao Calvinismo devido ao casamento com Luísa Isabel. Essa conversão o aproximou das casas principescas de Brandemburgo (Luísa Isabel era sobrinha materna de Frederico Guilherme, Eleitor de Brandemburgo) e de Hesse-Kassel (a irmã dela era casada com o conde de Hesse-Cassel), que também eram calvinistas. O seu relacionamento, portanto, permitiu que Frederico se juntasse ao exército prussiano, e se tornasse o comandante de todas as tropas do Eleitorado dois anos depois, em 1672.
Luísa Isabel se tornou a nova condessa de Hesse-Homburgo com a sucessão do marido, em 1679. Eles tiveram doze filhos juntos.
A condessa teve um papel importante no estabelecimento dos Huguenotes e Valdenses deslocados em Friedrichsdorf e Dornholzhausen, assim como na formação das congregações calvinistas em Weferlingen e em Bad Homburg vor der Höhe.
A condessa faleceu em 16 de dezembro de 1690, na cidade de Weferlingen, hoje na Saxônia-Anhalt, com apenas 44 anos. Ela foi sepultada na Criptal Ducal da Igreja do Castelo de Bad Homburg vor der Höhe.
Após a morte de Luísa Isabel, Frederico se casou Sofia Sibila de Leiningen-Westerburg, com quem teve mais três filhos.

## Descendência

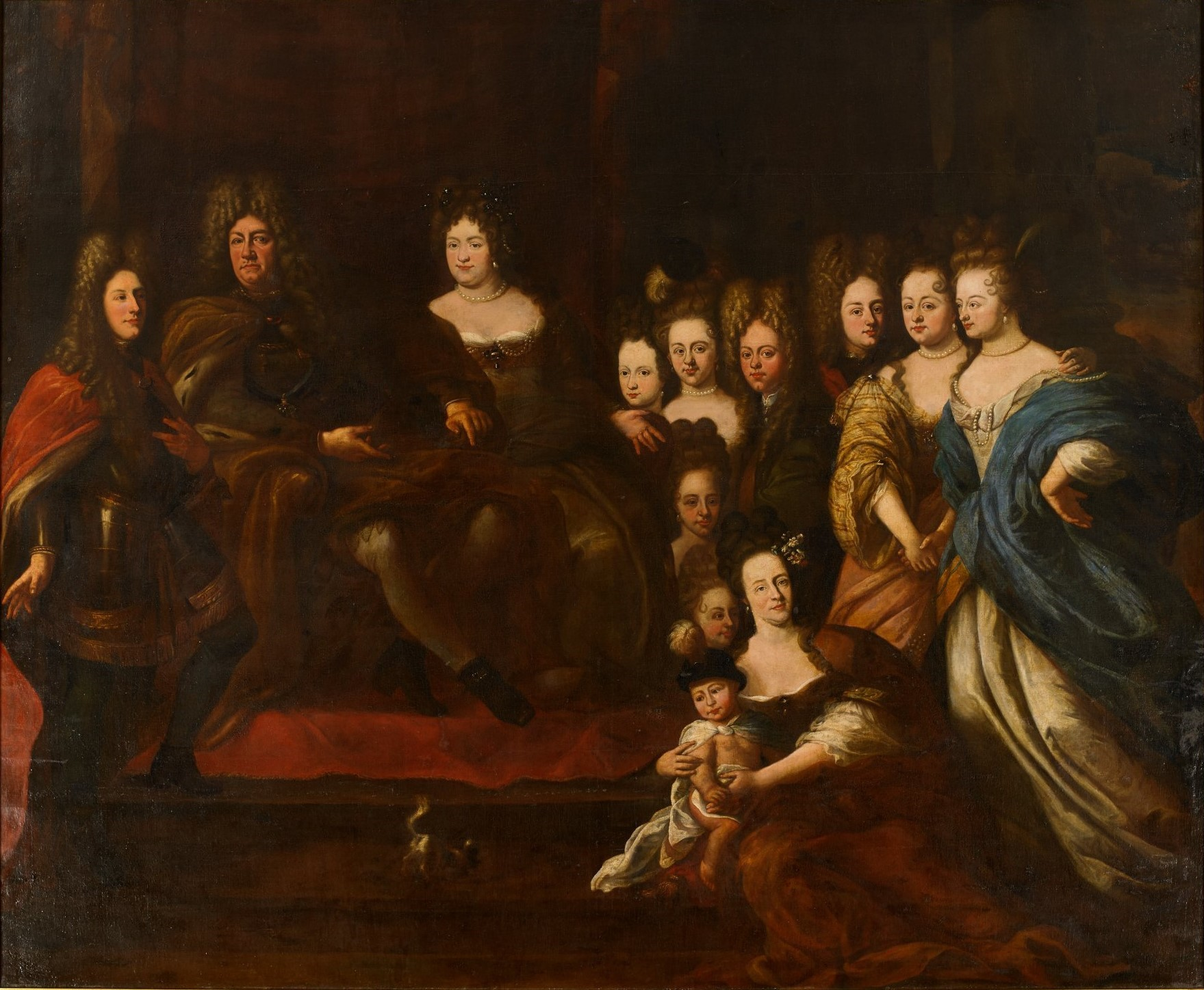
Retrato de autoria de Matthäus Merian, o Jovem, produzido antes de dezembro de 1690, que representa Luísa e Frederico com seus filhos, hoje em exibição nos Palácios e jardins estaduais em Hesse (Staatliche Schlösser und Gärten Hessen).

- Carlota Doroteia (17 de junho de 1672 – 29 de agosto de 1738), foi a segunda esposa de João Ernesto III, Duque de Saxe-Weimar, com quem teve quatro filhos;
- Frederico III Jacó de Hesse-Homburgo ((19 de maio de 1673 – 8 de junho de 1746), sucessor do pai. Foi primeiro casado com Isabel Doroteia de Hesse-Darmstadt, com quem teve nove filhos, e após sua morte, se casou com Cristiana Carlota de Nassau-Ottweiler, porém, não teve mais filhos;
- Carlos Cristiano  (1674 – 1695), morreu durante o Cerco de Namur, parte da Guerra dos Nove Anos. Não se casou e nem teve filhos;
- Edviges Luísa (2 de março 1675 – 14 de março de 1760), esposa do conde Adão Frederico de Schlieben;
- Filipe (3 de abril de 1676 – 15 de novembro de 1703), morreu durante a Batalha de Speyerbach, parte da Guerra da Sucessão Espanhola. Não se casou e nem teve filhos;
- Guilhermina Maria (8 de janeiro de 1678 – 25 de novembro de 1770), casada com o conde Antônio II de Aldenburgo, Senhor de Varel, Knyphausen e Doorwerth;
- Leonor Margarida (23 de setembro de 1679 – 24 de setembro de 1763), foi reitora da Abadia de Herford;
- Isabel Juliana Francisca (6 de janeiro de 1681 – 12 de novembro de 1707), foi esposa do príncipe Frederico Guilherme Adolfo de Nassau-Siegen, com quem teve cinco filhos;
- Joana Ernestina (1682 – 1698);
- Fernando (n. e m. 1683);
- Carlos Fernando (1684 – 1688);
- Casimiro Guilherme (23 de março de 1690 – 9 de outubro de 1726), foi casado com Cristina Carlota de Solms-Braunfels, com quem teve três filhos.